# Crustacean
Crustacean ist eine niederländische Death- und Thrash-Metal-Band aus Tilburg, die im Jahr 1989 unter dem Namen Crystal Lake gegründet wurde.

## Geschichte
Die Band wurde im Juli 1989 unter dem Namen Crystal Lake von Schlagzeuger JVI und Gitarrist NVZ gegründet. Daraufhin folgten diverse Besetzungswechsel und ein Demoband. Außerdem spielte die Band die ersten Auftritte, wobei sie zusammen mit Bands wie Spina Bifida und Disharmonic Orchestra spielte. Im Sommer 1993 spielten einige Mitglieder außerdem noch bei Spinal Bifida und Master. Ein weiteres Demo mit dem Namen Rip Off wurde im Februar im Double Noise Studio in Tilburg aufgenommen. Als das Demo veröffentlicht wurde, nannte sich die Band von diesem Zeitpunkt an Crustacean. Ein paar Lieder des Demos erschienen außerdem auf der Kompilation No Sleep 'Til Burg. Daraufhin unterschrieb die Band einen Vertrag bei Double Noise Records, sodass im Januar 1995 die EP Headcleaner erschien. Nach einem umfangreichen Besetzungswechsel, erschien das Debütalbum Burden of Our Suffering bei Teutonic Existence Records. Im Jahr 2000 nahm die Band die EP Satanized auf, die als Download veröffentlicht wurde. Im April 2001 wurde ein zweites Album aufgenommen, das im Februar 2003 unter dem Namen Insaniac über Cold Blood Industries erschien. Im Jahr 2011 folgte das dritte Album Greed, Tyranny and Sodomy über Xtreem Music.

## Stil
Die Band spielt eine Mischung aus Death- und Thrash-Metal, wobei sich die Band mit ihrem neuesten Album fast komplett dem Thrash Metal zuwendet. Musikalisch erinnert die Band an Slayer, während die Liedtexte an Rage Against the Machine erinnern.

## Diskografie
als Crystal Lake
- 1992: Crucifix Horizon (Demo, Eigenveröffentlichung)
- 1993: Fragments of a Mind (Demo, Eigenveröffentlichung)

als Crustacean
- 1994: Rip Off (Demo, Eigenveröffentlichung)
- 1995: Headcleaner (EP, Double Noise Records)
- 1996: Murderfuck 666 (Demo, Eigenveröffentlichung)
- 1997: Burden of Our Suffering (Demo, Eigenveröffentlichung)
- 1998: Burden of Our Suffering (Album, Teutonic Existence Records)
- 2000: Satanized (EP, Eigenveröffentlichung)
- 2003: Insaniac (Album, Cold Blood Industries)
- 2011: Greed, Tyranny and Sodomy (Album, Xtreem Music)